# Lusitropie
Als Lusitropie wird die Beeinflussung der Fähigkeit der Herzmuskulatur (Myokard) zur schnellen und vollständigen Erschlaffung bezeichnet. Sie bildet den funktionellen Gegensatz zur Inotropie (Kontraktilität), ist aber für die mechanische Pumpwirkung des Herzens genauso wichtig. Unter positiver Lusitropie wird eine Steigerung der Relaxationsfähigkeit, unter negativer Lusitropie die entsprechende Absenkung verstanden. Die Lusitropie hängt wesentlich von der Geschwindigkeit des Calciumtransports aus dem Zytoplasma ab.

## Positive Lusitropie
Die Bindung von Katecholaminen (Noradrenalin aus lokalen sympathischen Varikositäten sowie Noradrenalin und Adrenalin aus dem Nebennierenmark) an β1-Adrenozeptoren setzt die Signalkette
G-Protein-gekoppelter Rezeptor → aktiviertes Gα → Adenylylcyclase → cAMP → Proteinkinase A
in Gang. Die Proteinkinase A hat in Herzmuskelzellen mehrere Wirkungen, unter anderem phosphoryliert sie Phospholamban, das ansonsten die sarkoplasmatische Ca2+-ATPase (SERCA) hemmt. Durch die Enthemmung wird pro Zeit mehr Ca2+ aus dem Zytoplasma zurück ins sarkoplasmatische Retikulum gepumpt, sodass die Herzmuskelzelle schneller relaxieren kann.

## Negative Lusitropie
Herzglykoside wirken negativ lusitrop, indem sie den Calciumtransport aus dem Zytoplasma hemmen. Der gewünschte Effekt dieser Medikamente besteht dabei in gesteigerter Inotropie.